# ريتشي آدامز
ريتشي آدامز (15 مارس 1963 - ) (بالإنجليزية: Richie Adams)‏ هو لاعب كرة سلة أمريكي في مركز الوسط.

## وصلات خارجية
- ريتشي آدامز على موقع كلية كرة السلة في سبورتس رفرنس.كوم (الإنجليزية)